# Rosa Granés i Noguer
Rosa Granés i Noguer (Palafrugell, 20 de setembre de 1913 – Barcelona, 18 de febrer de 2007), filla de Pelai Granés Cruanyes i de Dolors Noguer Parés, fou una bibliotecària catalana que formà part del Servei de Biblioteques del Front.
Va estudiar a l'Escola de Bibliotecàries, on acabà la carrera el 1936. El 1937 entrà en funcionament el Servei de Biblioteques del Front i Rosa Granés s'hi integrà, destinada a la subcentral d'Alcanyís, que, prenent com a punt de partida la ciutat de Tarragona, abastava tot el sector sud del front d'Aragó. Al novembre del mateix any explicava el funcionament del servei en una entrevista al periodista Guifré Bosch. La seva biblioteca mogué més de set mil llibres i disset caixons ambulants per a les trinxeres, i hi treballà fins al març de 1938, en què Alcanyís fou bombardejada i es perdé aquesta subcentral. Quan les dificultats per transportar llibres al front augmentaren, es posà en marxa el bibliobús, al maig de 1938, i les dues bibliotecàries que havien treballat al front –Felipa Español i Rosa Granés– van ser les primeres a ocupar-se d'aquest servei. El setembre del 1938, des de València, col·laborà amb la Llar del Combatent Català per crear un servei de préstec de llibres. El gener de 1939 va fer l'últim viatge amb el bibliobús i s'exilià a França.
Al 1950 s'incorporà a l'Ajuntament de Barcelona com a auxiliar administrativa per treballar com a bibliotecària; des de finals dels anys 60, com a directora de la Biblioteca del Museu Nacional d'Art de Catalunya ―que aleshores depenia de l'Ajuntament― i també a la Biblioteca-Museu de l'Institut del Teatre. Estigué activa fins a l'any 1983, en què es va jubilar.
L'any 1992 Rosa Granés va dipositar a l'Arxiu de Palafrugell el Fons Joan Granés Noguer, amb manuscrits, reculls de premsa i altre material del seu germà –un jove escriptor, mort als 22 anys– que la família havia conservat.